# Современная флейта
Современная фле́йта, большая флейта, флейта Бёма — вид поперечной флейты. Основной диапазон: от первой — до четвёртой октавы. Вместе с малой и альтовой флейтой входит в состав симфонического оркестра.
Высота звука меняется открыванием и закрыванием отверстий при помощи клапанов, а также приёмом передувания. 

Современные флейты изготавливаются из металла с покрытием из никеля, серебра, золота, платины.
Ноты пишутся в скрипичном ключе соответственно действительному звучанию. Тембр ясный и прозрачный в среднем регистре, глухой в нижнем и несколько резкий — в верхнем. Флейте доступна самая разнообразная техника, ей часто поручается оркестровое соло. Применяется в симфоническом и духовом оркестрах, а также, наряду с кларнетом, чаще других деревянных духовых, — в камерных ансамблях. В симфоническом оркестре применяются от одной до пяти флейт, чаще всего две-три, причём одна из них (обычно последняя по номеру) может меняться во время исполнения на малую или альтовую флейту.

## История

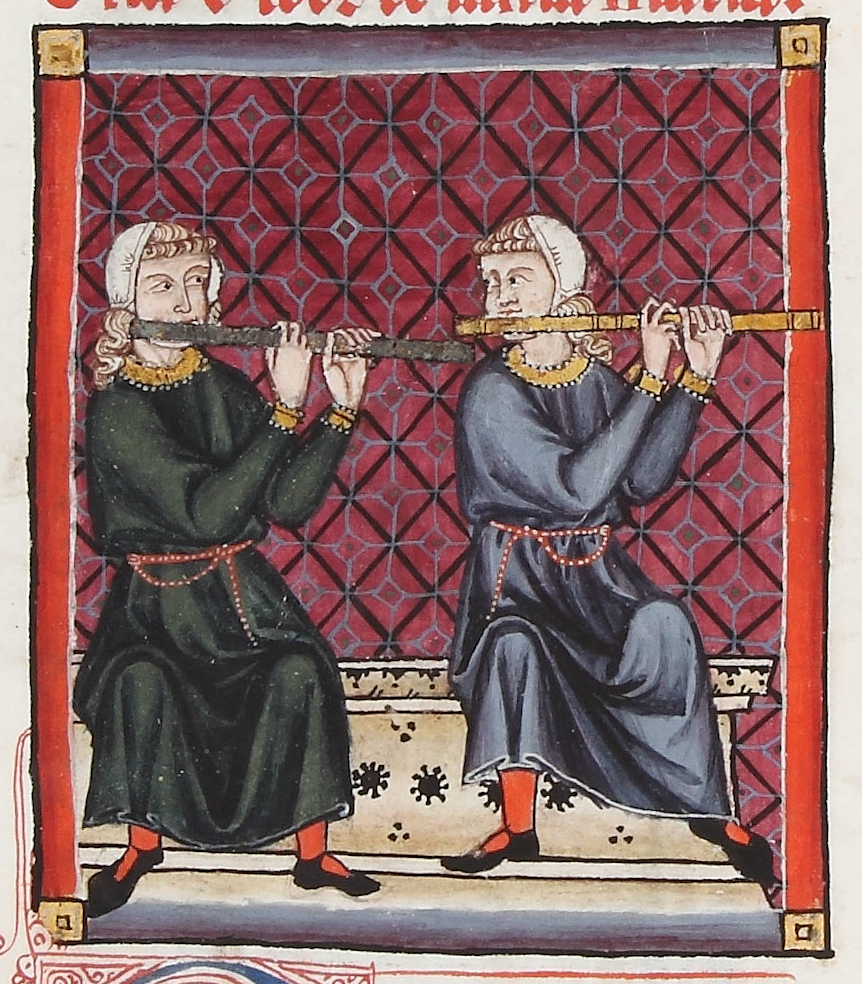
Средневековое изображение флейтистов, держащих инструменты в левую сторону (манускрипт Кантиг святой Марии)

### Древность
Древнейшие известные на сегодня поперечные флейты были обнаружены в Гробнице маркиза И в Китае и датируются V в. до н. э..
В Индии самые древние изображения поперечных флейт относятся к I в. до н. э. (рельеф восточных ворот Большой ступы в Санчи).
В Европе предположительно самое раннее изображение поперечной флейты было найдено на этрусском рельефе кон. II — нач. I в. до н. э. Однако в настоящее время интерпретация этого изображения подвергается сомнениям.

### Средние века
За исключением вышеупомянутого этрусского рельефа, все прочие свидетельства говорят о том, что поперечная флейта проникла из Азии в Византийскую империю, а оттуда — в Западную Европу, в период средних веков. Одни из самых ранних европейских изображений поперечных флейт того времени содержатся в энциклопедии Hortus Deliciarum(кон. XII в.), манускриптах Кантиг святой Марии (кон. XIII — 1-я пол. XIV в.) и Манесском кодексе (XIV в.).
В Средние века поперечная флейта состояла из одной части, иногда из двух — у «басовых» флейт в строе соль (сейчас — альтовая флейта). Инструмент имел цилиндрическую форму и шесть отверстий одинакового диаметра.
Кроме миниатюры в Манесском кодексе, все средневековые европейские и азиатские изображения показывают исполнителей, держащих поперечную флейту в левую сторону.

### Ренессанс

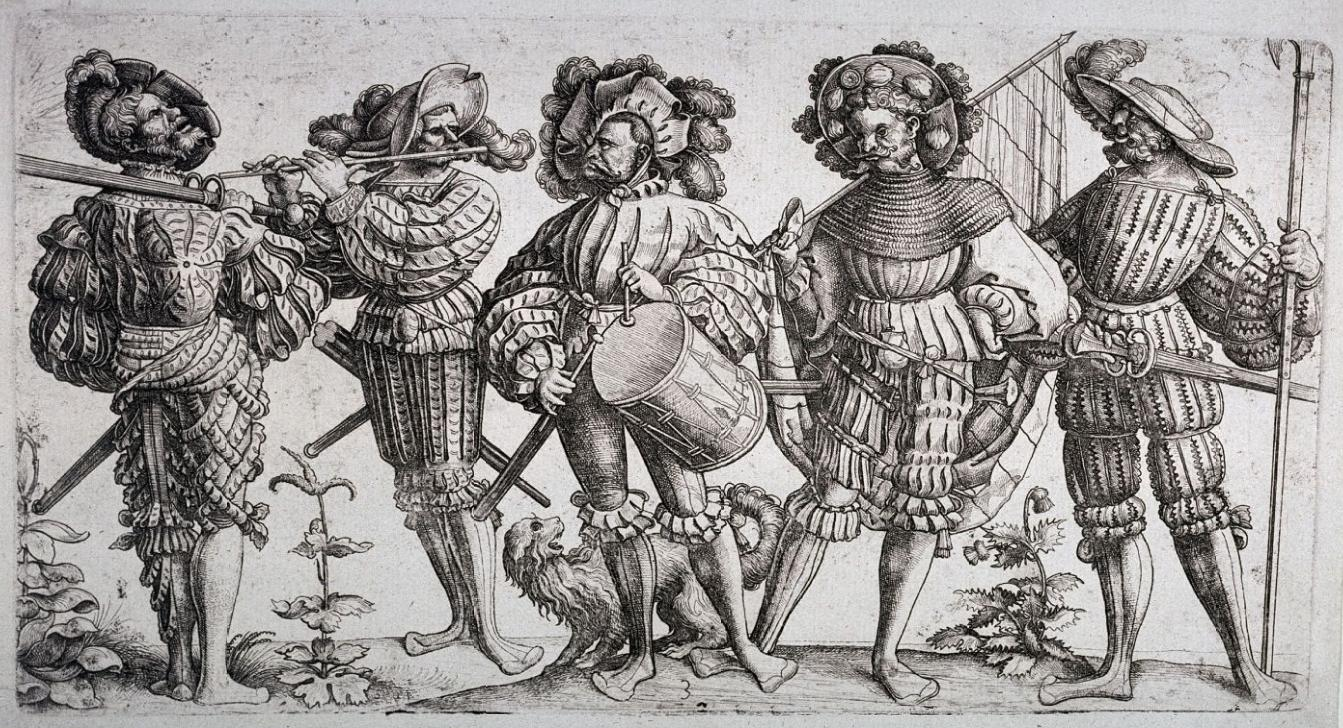
«Пять ландскнехтов», Daniel Hopfer, XVI век, второй слева с поперечной флейтой

В эпоху ренессанса конструкция поперечной флейты мало изменилась. Инструмент имел диапазон в две с половиной октавы и более, что превосходило диапазон большинства блок-флейт того времени на октаву. Инструмент позволял брать все ноты хроматического звукоряда при условии хорошего владения аппликатурой, которая была довольно сложной. Средний регистр звучал лучше всего. Известные оригинальные поперечные флейты эпохи Ренессанса хранятся в музее Castel Vecchio в Вероне.

### Эпоха барокко

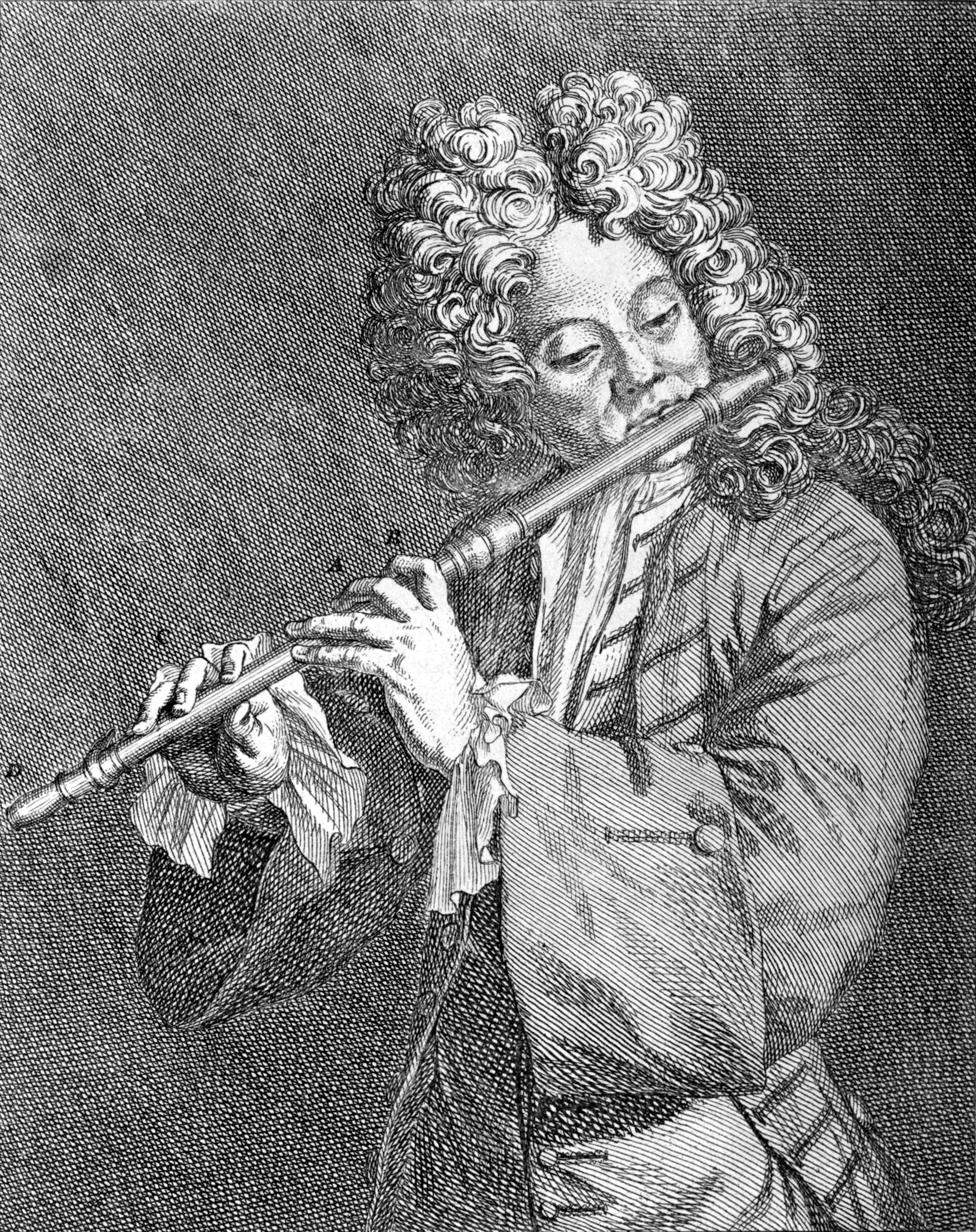
Жак Оттетер играет на трёхчастной флейте

Первые серьёзные изменения в конструкцию поперечной флейты внесла семья Оттетеров. Жак Мартин Оттетер разделил инструмент на три части: головку, тело (с отверстиями, которые закрывались непосредственно пальцами) и колено (на котором, как правило, располагался один клапан, иногда больше). Впоследствии большинство поперечных флейт XVIII века состояли из четырёх частей — тело инструмента было поделено пополам. Оттетер также изменил сверление инструмента на коническое, чтобы улучшить интонацию между октавами.
В последних декадах XVIII века к поперечной флейте прибавляют всё больше клапанов — как правило от 4 до 6, и более. На некоторых инструментах становится возможным брать c1 (до первой октавы) с помощью удлинённого колена и двух дополнительных клапанов. Важные нововведения в конструкцию поперечной флейты того времени внесли Иоганн Иоахим Кванц и Иоганн Георг Тромлиц.

### Классический и романтический период
Во времена Моцарта поперечная флейта с одним клапаном всё ещё являлась наиболее распространённой конструкцией этого инструмента. В начале XIX века к конструкции поперечной флейты прибавляли всё больше клапанов, так как музыка для инструмента становилась всё виртуознее и дополнительные клапаны облегчали исполнение трудных пассажей. Существовало большое количество вариантов клапанов. Во Франции наиболее популярна была поперечная флейта с 5 клапанами, в Англии — с 7 или 8 клапанами, в Германии, Австрии и Италии существовало наибольшее количество различных систем одновременно, где число клапанов могло доходить до 14 штук и более, а системы назывались именами их изобретателей: «Мейер», «флейта Шведлера», «система Циглера» и другие. Существовали даже системы клапанов, специально сделанные для того, чтобы облегчить определённый пассаж. В первой половине XIX века существовали флейты т. н. венского типа, до звука соль малой октавы. В опере «Травиата», написанной Джузеппе Верди в 1853 г., в заключительной сцене 2-й флейте поручена фраза, состоящая из звуков нижнего регистра от до вниз — си, си-бемоль, ля, ля-бемоль и соль малой октавы. Такая флейта теперь заменяется альтовой флейтой.
Флейтист Теобальд Бём придал поперечной флейте современный вид. Его нововведения отличались от многочисленных других тем, что он поставил во главу угла акустические исследования и объективные параметры звука, а не удобство исполнителя. Флейта системы Бёма не сразу нашла отклик среди исполнителей — для того чтобы перейти на новую систему, нужно было полностью переучивать аппликатуру и не все были готовы на такую жертву. Многие критиковали и звук инструмента. Во Франции инструмент приобрёл популярность быстрее других стран, в основном из-за того, что профессор Парижской Консерватории Луи Дорюс стал преданным её популяризатором и преподавал на ней в консерватории. В Германии и Австрии система Бёма не приживалась очень долго. Флейтисты горячо отстаивали свои пристрастия к той или иной системе, возникали многочисленные дискуссии и споры о недостатках и преимуществах.

### XX век
В начале XX века большинство флейтистов перешли на систему Бёма, хотя другие системы иногда встречались вплоть до 1930-х годов. Большинство флейт всё ещё производились из дерева, но металлические инструменты начали приобретать всё большую популярность.
Во второй половине XX века снова возник интерес к поперечным флейтам барочной конструкции, многие исполнители начали специализироваться на аутентичном исполнении барочной музыки на оригинальных инструментах.
Были предприняты попытки усовершенствовать систему Бёма, чтобы создать возможность исполнения чистого четвертитонового звукоряда и тем самым расширить возможности инструмента при исполнении современной музыки. К стандартной флейте Бёма были прибавлены 6 дополнительных клапанов, и такая система была названа по имени создателя «система Кингма». Флейтисты Роберт Дик и Матиас Циглер, специализирующиеся на исполнении современной музыки, используют такие инструменты.

## Конструкция
Поперечная флейта представляет собой продолговатую цилиндрическую трубку в нижнем и среднем колене с системой клапанов и коническо-параболическое головное колено, закрытое с одного конца, около которого находится специальное боковое отверстие для вдувания воздуха. Современная флейта делится на три части: головку, среднее и нижнее колено. Длина 68—72 см. Количество клапанов 16—18. Дульце 11 мм длиной и 10 мм шириной.

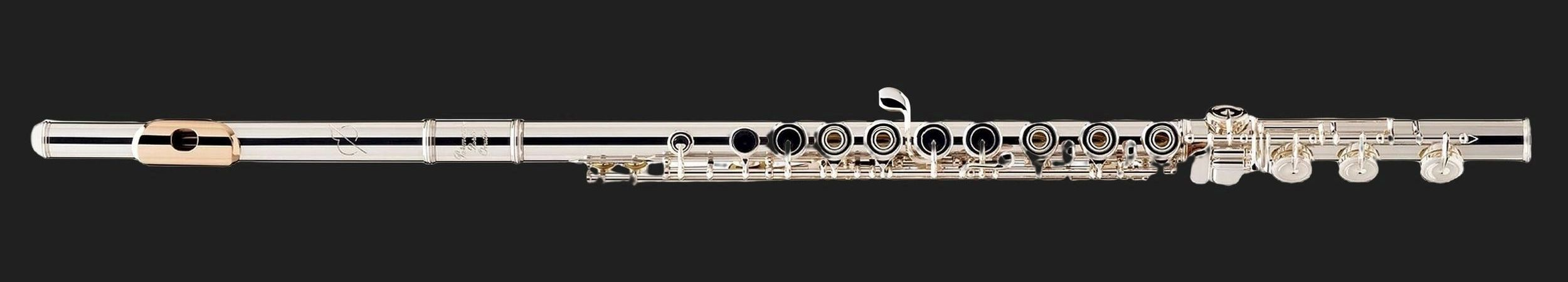
Флейта с клапанами с резонаторами в линию, с ми-механикой и си-коленом

### Головка
У большой флейты головка прямая, но существуют и загнутые головки — на детских инструментах, а также на альтовых и басовых флейтах, чтобы инструмент было удобнее держать. Головка может быть сделана из различных материалов и их комбинаций — никеля, дерева, серебра, золота, платины. Корпус профессиональных флейт изготавливается из серебра, золота, платины и редких пород древесины. Ученические инструменты — из более дешёвых сплавов с покрытием из никеля, цинка, серебра. Изредка встречаются также флейты из эбонита, стекла и пластика.
Головка современной флейты, в отличие от тела инструмента, имеет не цилиндрическую, а коническо-параболическую форму. В левом конце внутри головки находится пробка, положение которой влияет на общий строй инструмента и должно регулярно проверяться (обычно с помощью обратного конца палочки для протирки инструмента — шомпола). Форма отверстия головки, форма и загиб губок имеют большое влияние на звук всего инструмента. Часто исполнители используют головки другого производителя, нежели основной производитель инструмента. Некоторые флейтовые производители — как Lafin или Faulisi — специализируются исключительно на изготовлении головок.

### Корпус флейты

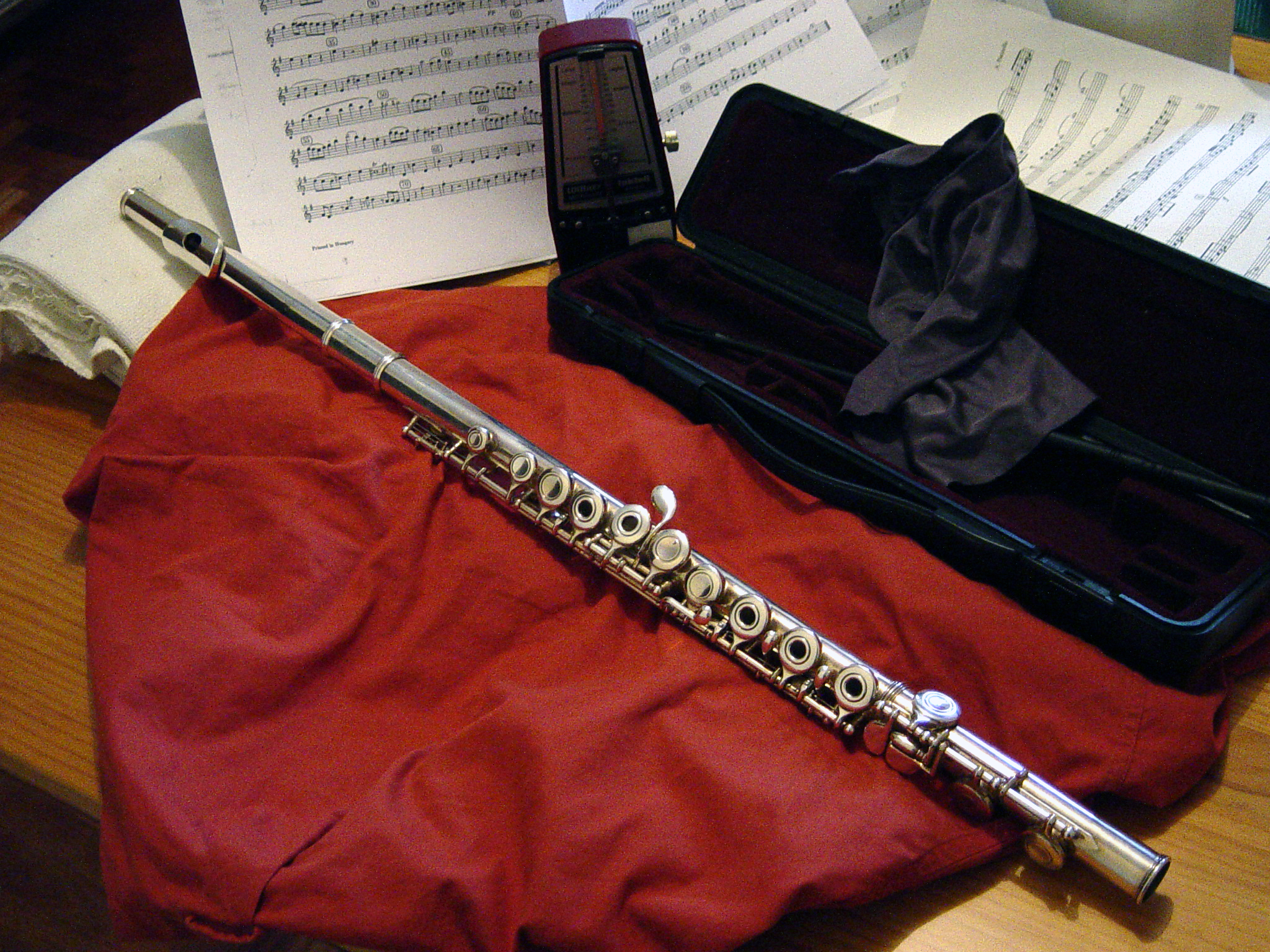
Флейта с резонаторами

Конструкция клапанного механизма флейты может быть двух типов: «inline» («в линию») — когда все клапаны образуют одну линию, и «offset» — когда клапан соль выступает. Также существует два типа клапанов — закрытые (без резонаторов) и открытые (с резонаторами). Открытые клапаны получили наибольшее распространение, так как имеют несколько преимуществ по сравнению с закрытыми: флейтист может почувствовать скорость струи воздуха и резонанс звука под пальцами, с помощью открытых клапанов можно корректировать интонацию, а при исполнении современной музыки без них практически не обойтись. Для детских или маленьких рук существуют пластиковые пробки, которыми в случае необходимости можно временно закрыть все или некоторые клапаны на инструменте.

### Колено

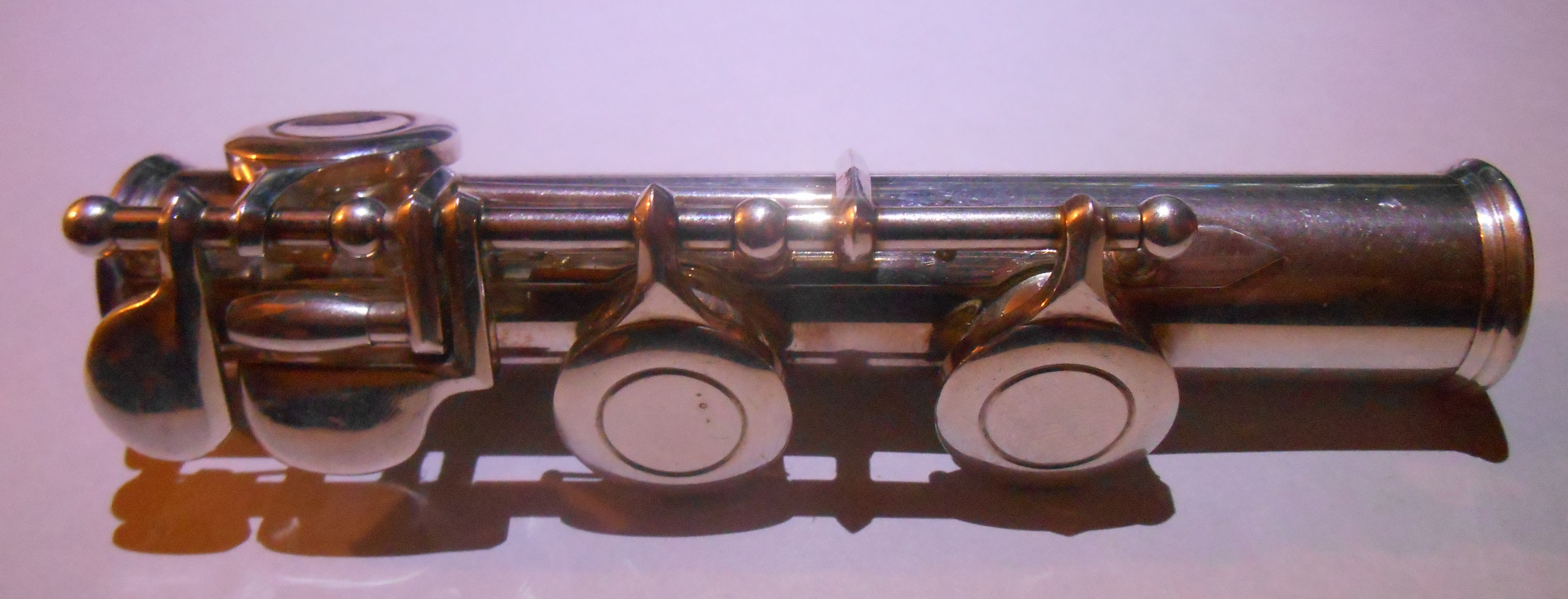
Колено До

На большой флейте может применяться колено двух типов: колено до или колено си. На флейте с коленом до нижним звуком является до первой октавы, на флейтах с коленом си — си малой октавы соответственно. Колено си влияет на звучание третьей октавы инструмента, а также делает инструмент несколько тяжелее на вес. На колене си существует рычажок «гизмо», который должен дополнительно употребляться в аппликатуре до четвёртой октавы.

### Ми-механика
Многие флейты обладают так называемой ми-механикой. Ми-механика была изобретена в начале XX века одновременно, независимо друг от друга, немецким мастером Эмилем фон Риттерсхаузеном и французским мастером Джалма Жюлио для того чтобы облегчить звукоизвлечение и улучшить интонацию ноты ми третьей октавы. Многие профессиональные флейтисты не используют ми-механику, так как хорошее владение инструментом позволяет легко извлекать этот звук и без её помощи. Существуют также альтернативы ми-механики — пластинка, закрывающая половину внутреннего отверстия (второго парного) клапана соль, разработанная фирмой Powell, а также парный клапан соль уменьшенного размера, разработанный фирмой Sankyo (не получивший большого распространения в основном из-за эстетических соображений). На флейтах немецкой системы ми-механика не требуется функционально (парные клапаны соль разделены изначально).

## Разновидности
Основные разновидности:
- Малая флейта (пикколо) — вдвое короче большой. Диапазон: ре второй — до пятой октавы[18].
- Большая флейта (основная) — диапазон: до первой — до четвёртой октавы[4].
- Альтовая — диапазон: соль малой — соль третьей октавы[19].
- Басовая — вдвое длиннее большой[19]. Диапазон: от до малой октавы 2—2,5 октавы[19]. Изобретена в начале XX века[20][21].
- Контрабасовая — вдвое длиннее альтовой[19]. Диапазон: от соль большой октавы 2—2,5 октавы[19].

В современном оркестре применяют малую, большую и альтовую флейту. Басовая и контрабасовая флейты встречаются в ансамблевых произведениях современных зарубежных композиторов и в произведениях для солирующей флейты. Редко используются: большая флейта ми-бемоль (кубинская музыка, латиноамериканский джаз), октобасовая флейта (современная музыка и оркестр флейт) и гипербасовая флейта.

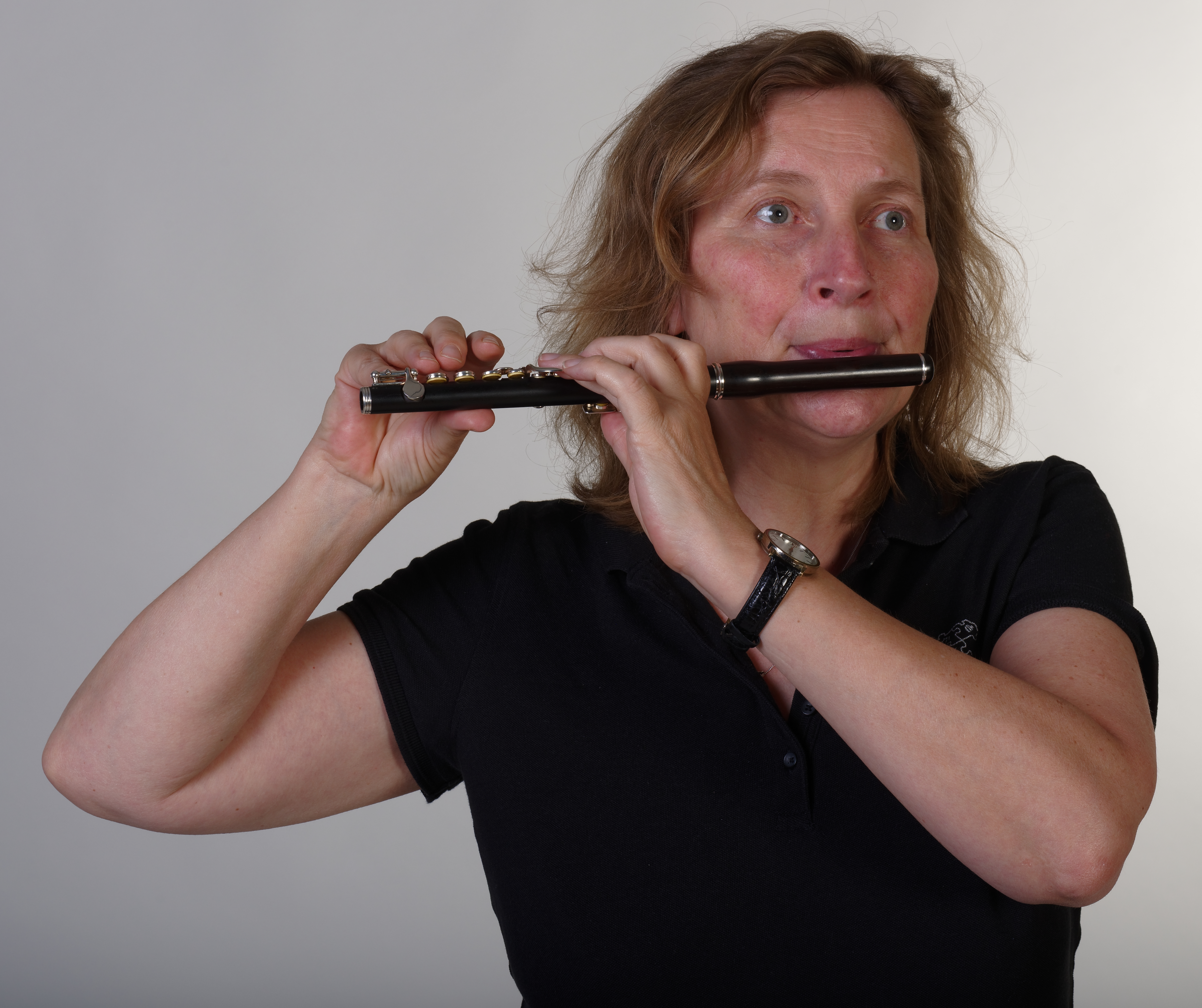
Малая флейта
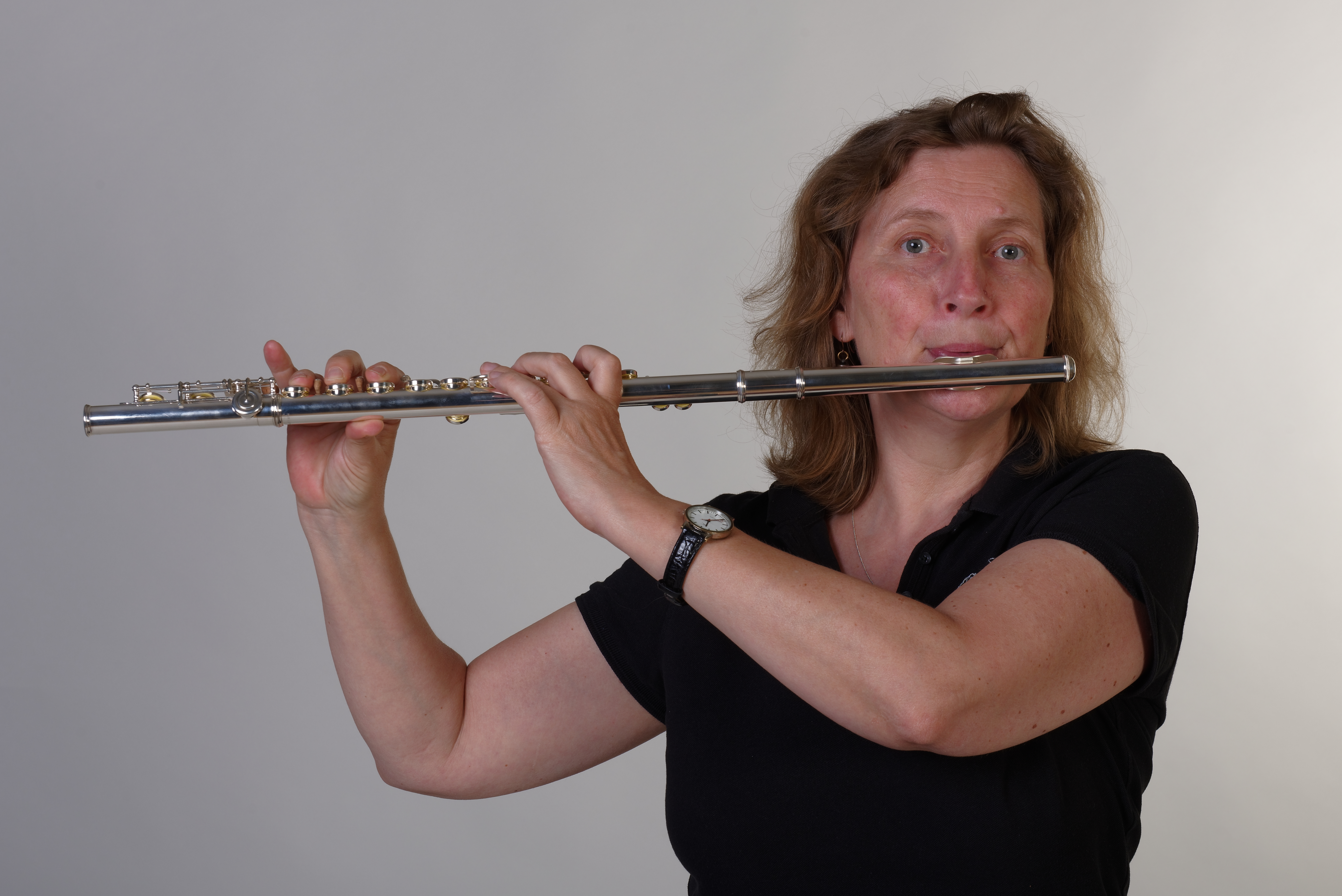
Большая флейта
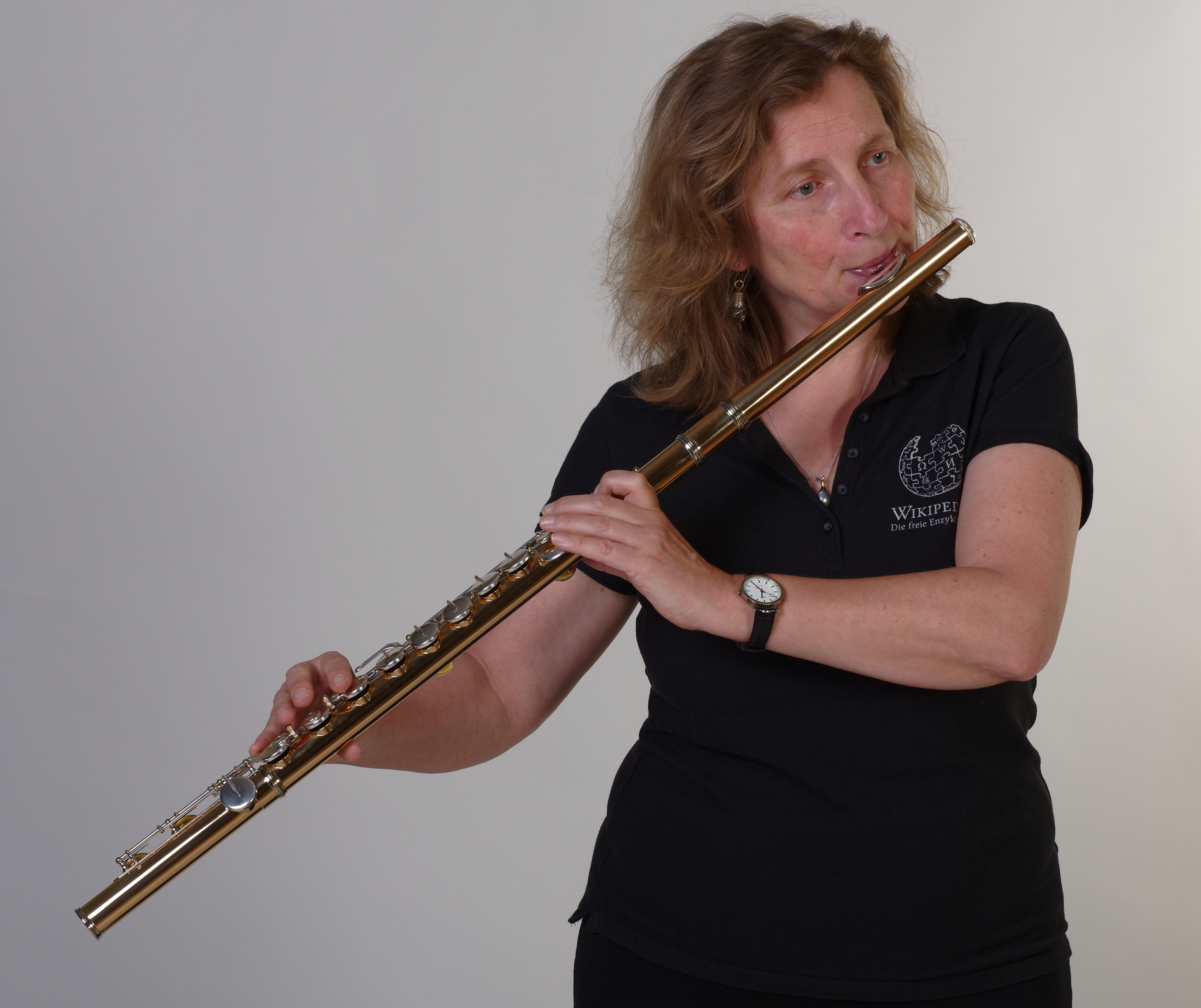
Альтовая прямая
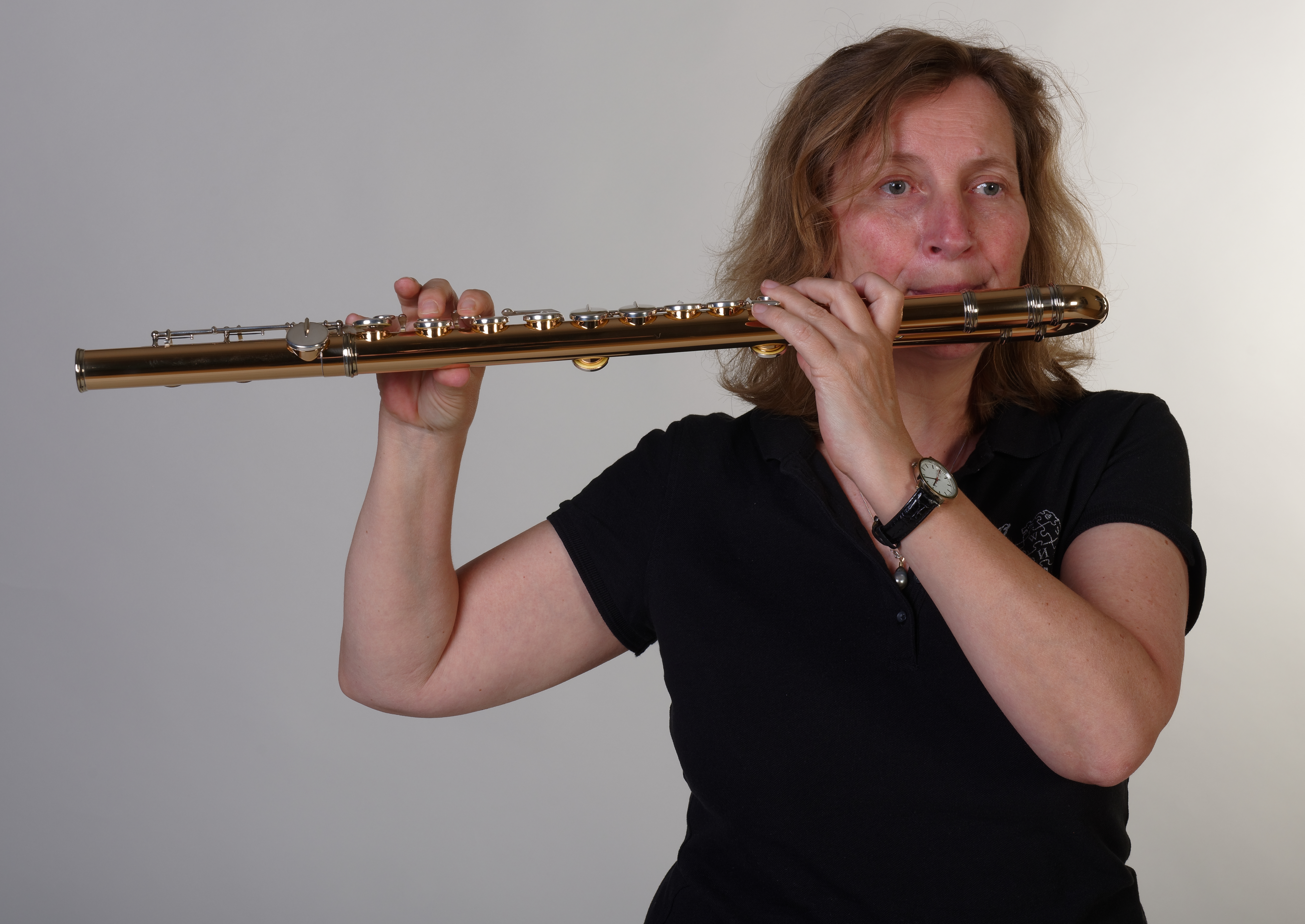
Альтовая загнутая
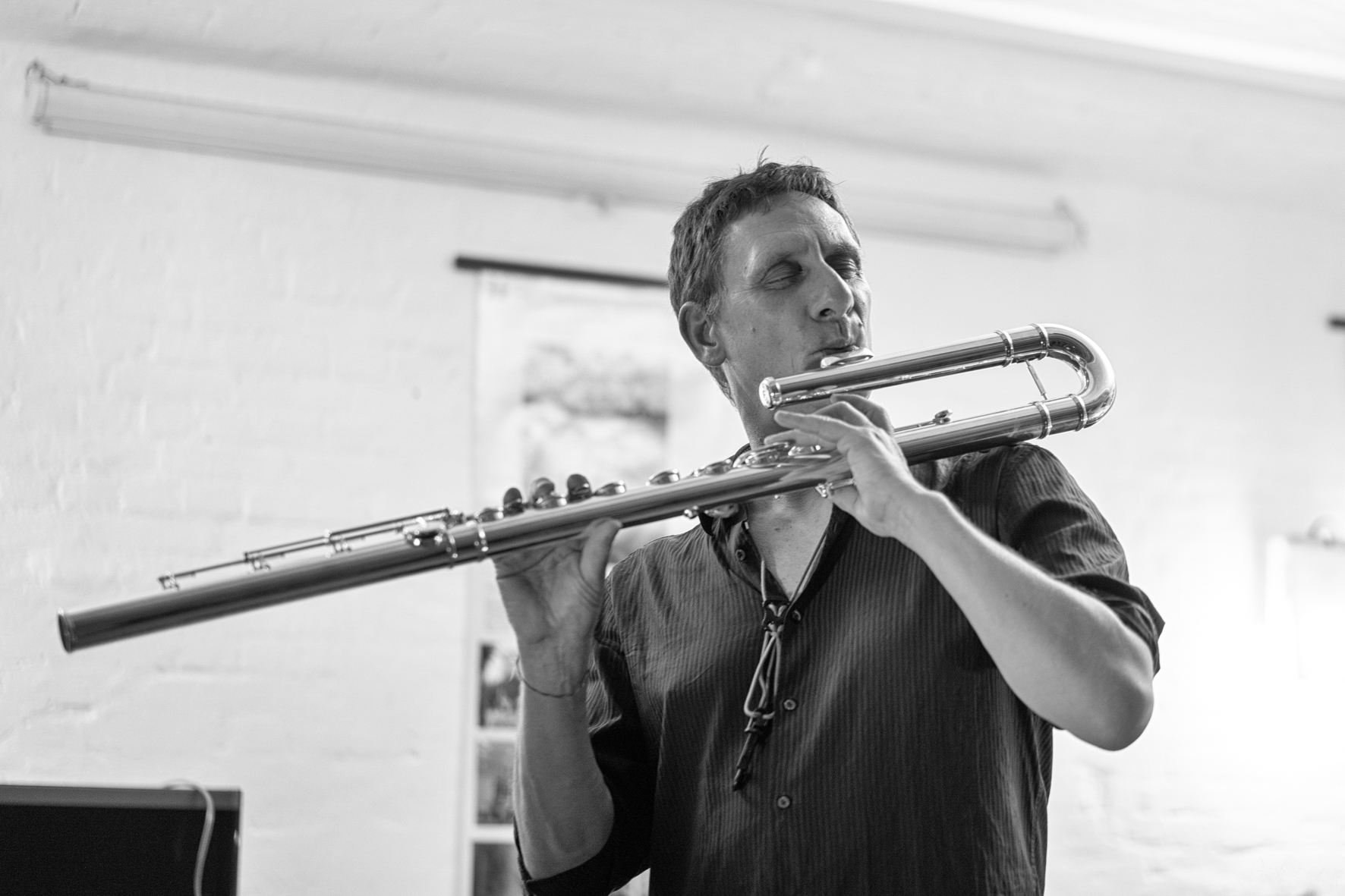
Басовая
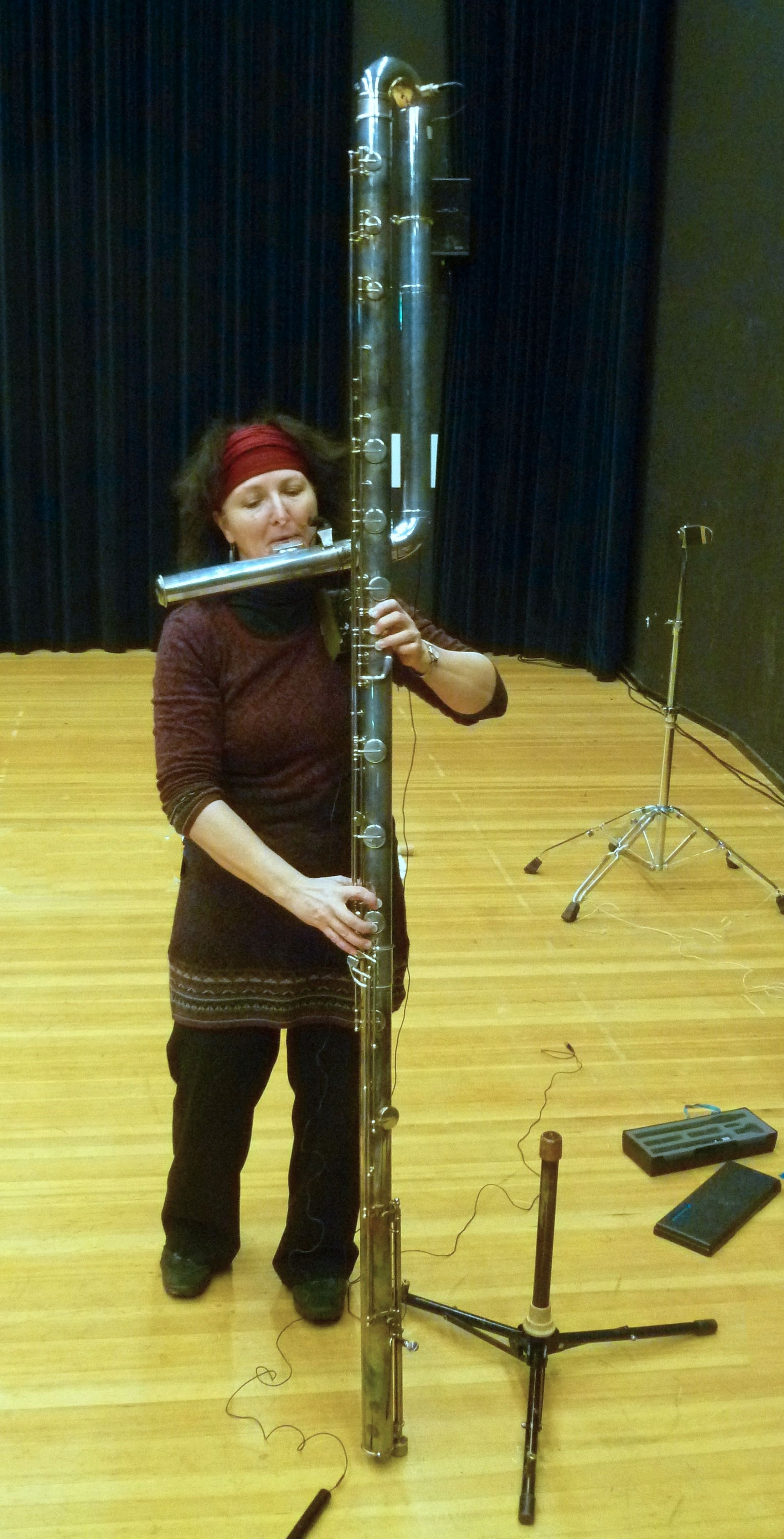
Контрабасовая

## Звучание
По способу звукоизвлечения флейта относится к лабиальным инструментам. Флейтист выдувает струю воздуха на переднюю кромку амбушюрного отверстия. Поток воздуха из губ музыканта пересекает открытое амбушюрное отверстие и ударяется о внешнюю его кромку. Таким образом, струя воздуха разделяется примерно пополам: внутрь инструмента и наружу. Часть воздуха, попавшая внутрь инструмента, создаёт звуковую волну (волну сжатия) внутри флейты, распространяется до открытого клапана и частично возвращается назад, вызывая резонанс трубки. Часть воздуха, попавшая наружу инструмента, вызывает лёгкие призвуки типа шума ветра, которые при правильной постановке слышны лишь самому исполнителю, но становятся неразличимы на расстоянии нескольких метров. Высота звука меняется с помощью изменения скорости и направления подачи воздуха опорой (мышцами брюшного пресса) и губами, а также аппликатурой.
В силу акустических особенностей флейта имеет тенденцию понижать строй при игре на piano (особенно в нижнем регистре) и повышать строй при игре на forte (особенно в верхнем регистре). На интонацию имеет влияние и температура помещения — более низкая температура понижает строй инструмента, более высокая, соответственно, повышает.
Настраивают инструмент с помощью выдвижения головки из тела инструмента (чем сильнее выдвинуть головку, тем длиннее и, соответственно, ниже становится строй инструмента). Этот способ настройки имеет свои недостатки по сравнению со струнными или клавишными инструментами — при выдвижении головки расстраиваются отношения между отверстиями инструмента и октавы перестают строить между собой. При выдвижении головки больше чем на сантиметр (что понижает строй инструмент почти на полутон) звук флейты меняет тембр и становится похожим на звук деревянных барочных инструментов.

## Техника игры
Флейта — один из самых виртуозных и технически подвижных инструментов из группы духовых. В её исполнении типичны гаммообразные пассажи в быстром темпе, арпеджио, скачки на широкие интервалы. Реже флейте поручаются продолжительные кантиленные эпизоды, поскольку дыхание на ней расходуется быстрее, чем на других деревянных духовых. Хорошо звучат трели на протяжении всего диапазона (за исключением нескольких трелей на самых низких звуках).
Слабым местом инструмента является его сравнительно небольшой диапазон в динамике — разница между piano и forte в первой и второй октавах составляет около 25 dB, в верхнем регистре не более 10 dB. Этот недостаток флейтисты компенсируют меняя окраски тембра, а также другими средствами музыкальной выразительности.
Диапазон инструмента делится на три регистра: нижний, средний и верхний. В нижнем регистре сравнительно легко играть piano и legato, но forte и staccato требует зрелого мастерства. Средний регистр наименее богат обертонами, часто звучит тускло, поэтому мало применяется для мелодий кантиленного характера. В верхнем регистре легко играть на forte, владение piano в третьей октаве требует нескольких лет обучения на инструменте. Начиная с до-диез четвёртой октавы тихое извлечение звуков становится невозможным.
Окраска тембра и красота звука на флейте зависит от многих факторов в постановке и мастерстве исполнителя — важную роль играет открытое горло, достаточно открытое отверстие головки инструмента (обычно на 2/3), правильное положение головки инструмента по отношению к губам, точное направление струи воздуха, а также умелое управление количеством и скоростью подачи воздуха с помощью «опоры» (совокупность мышц брюшного пресса, части межрёберных мышц и части мышц спины, влияющих на работу диафрагмы).
Флейте доступен широкий спектр приёмов игры. Повсеместно используется двойное (слоги ту-ку) и тройное (слоги ту-ку-ту ту-ку-ту) staccato. Начиная с конца XIX — начала XX веков для особых эффектов используется приём frullato — игра на инструменте одновременно с произношением звука, вроде «трр» с помощью кончика языка или горла. Впервые техника frullato была использована Рихардом Штраусом в симфонической поэме «Дон Кихот» (1896—1897).
В XX веке было изобретено множество дополнительных техник и приёмов:
- Мультифоники — извлечение двух и более звуков одновременно с помощью специальной аппликатуры. Существуют специальные таблицы мультифоников в помощь композиторам и исполнителям, например в книгах Пьер Ива Арто или Роберта Дика.
- Whistle tones — напоминает тихий свист. Извлекается при полностью расслабленном амбушюре и направлении струи поверх того места, где обычно находится желаемый звук.
- «Танграм» — короткий звук, напоминающий хлопок. Извлекается при полностью закрытом амбушюре инструмента губами с помощью быстрого движения языка. Звучит на большую септиму ниже аппликатуры, которую применяет исполнитель.
- «Jet whistle» — звучащая струя воздуха (без звука), быстро меняющая высоту сверху вниз или снизу вверх, в зависимости от указания композитора. Извлекается при полностью закрытом амбушюре инструмента губами, при сильном выдохе и произношении слога похожего на «фюить».

Существуют и другие приёмы современных техник — стук клапанами, игра одним шипом без звука, пение одновременно с извлечением звука и другие.

## Использование

### Классическая музыка

#### Ренессанс
Поперечная флейта использовалась в основном в ансамблевой игре — квартетах флейт, трио для голоса, флейты и лютни, в консортах, ричеркарах и другой музыке композиторов Аурелио Вирджилиано, Клаудио Монтеверди, Иеронима Преториуса и других.

#### Эпоха барокко
В начале XVIII века поперечная флейта была всё ещё достаточно новым и не таким распространённым инструментом, как например блокфлейта. Поперечную флейту начали использовать при французском дворе в конце XVII века, в основном в составе оперного оркестра (первое употребление в опере Люлли «Исида» 1667), и прошло определённое время, пока поперечная флейта приобрела бо́льшую популярность. В начале XVIII века в Германии, Англии, Италии появлялось всё больше исполнителей на духовых инструментах, вначале в основном гобоистов, затем и флейтистов, но репертуара, написанного композиторами этих стран специально для поперечной флейты, было чрезвычайно мало. С 1700 года во Франции печатались сборники сюит и пьес для флейты соло и с аккомпанементом басо континуо композиторов Жака Отеттера, Мишеля де ля Барра, Мишель де Монтеклера и других. Начиная с 1725 года появились сонаты и трио-сонаты, и другие произведения для флейты французских композиторов Жозефа Буамортье, Мишеля Блаве, Жан-Мари Леклера и других. Представители итальянского барочного стиля этого периода, такие как Арканжелло Корелли, Франческо Верачини, Пьетро Локателли, Джованни Платти, писали сонаты, где поперечная флейта могла быть заменена скрипкой или блок-флейтой. В 1728 году Антонио Вивальди стал первым композитором, опубликовавшим концерты для поперечной флейты (соч. 10), за ним последовали и другие композиторы — Г. Ф. Телеман, Д. Тартини, а позже Пьер-Габриэль Бюффардэн, Мишель Блаве, Андре Гретри, К. Ф. Э. Бах.
Важным центром развития флейтовой школы того времени стал Берлин, где при дворе Фридриха II, который сам был флейтистом и незаурядным композитором, поперечная флейта приобрела особенное значение. Благодаря неугасающему интересу монарха к его любимому инструменту, появились на свет многие произведения для поперечной флейты Иоахима Кванца (придворного композитора и педагога Фридриха), К. Ф. Э. Баха (придворного клавесиниста), Франца и его сына Фридриха Бенды, Карла Фридриха Фаша и другие.
Среди шедевров репертуара эпохи барокко — Партита ля минор для флейты соло и 6 сонат для флейты и баса И. С. Баха (3 из которых, возможно, принадлежат перу его сына К. Ф. Э. Баха), 12 фантазий для флейты соло Г. Ф. Телемана, Соната для флейты соло ля минор К. Ф. Э. Баха. 

#### Классический и романтический период
Во второй половине XVIII века в стиле пост-барокко и раннего классицизма для флейты писали Иоганн Христиан Бах, Игнац Плейель, Франсуа Девьен, Иоганн Стамиц, Леопольд Хофман, Франц Хофмайстер. К шедеврам этого периода относятся произведения В. А.Моцарта, который написал для флейты Концерты соль и ре мажор, концерт для флейты и арфы до мажор, 4 квартета и несколько ранних сонат, а также Серенада для флейты, скрипки и альта Людвига Бетховена. В начале XIX века репертуар поперечной флейты пополнился произведениями Карла Черни, Иоганна Гуммеля, Игнаца Мошелеса. Особое место в репертуаре этого времени принадлежит многочисленным произведениям Фридриха Кулау, которого называли флейтовым Бетховеном.
В романтическом стиле для флейты написано немного. К шедеврам романтического стиля во флейтовом репертуаре относятся Вариации на тему «Засохшие цветы» Франца Шуберта, Соната «Ундина» Карла Райнеке, а также его концерт для флейты с оркестром (написанный композитором в начале XX столетия). Известны также ранние произведения для флейты Фредерика Шопена и Рихарда Штрауса (в обоих случаях имеющие форму вариаций), которые относятся по сути больше к галантному салонному стилю, нежели к романтическому. Признанным переложением, сделанным для флейты при жизни, а возможно и самим автором, являются 6 сонат для скрипки и клавира Карла Мария фон Вебера.
Во флейтовом репертуаре XIX века доминируют виртуозные салонные произведения композиторов-флейтистов — Жан-Луи Тюлу, Джулио Бриччальди, Вильгельма Поппа, Жюля Демерссмана, Франца Доплера, Чезаре Чиарди, Антона Фюрстенау, Теобальда Бёма, Иоахима Андерсена, Эрнесто Кёлера и других — написанные авторами в основном для собственных выступлений. Появляется всё больше виртуозных концертов для флейты с оркестром — Вилема Блодека, Саверио Меркаданте, Бернарда Ромберга, Франца Данци, Бернарда Молика и других.

#### XX век
В XX веке флейта становится одним из самых востребованных инструментов в музыке. Высокий уровень исполнителей французской флейтовой школы, таких как Поль Таффанель, Филипп Гобер, Марсель Моиз, а позже Жан-Пьер Рампаль, делает Францию флейтовым центром и кузницей шедевров флейтового репертуара. В первой половине XX столетия произведения для флейты пишут композиторы, представители французского импрессионизма в музыке и их последователи — Эдгар Варез, Клод Дебюсси, Габриэль Форе, Анри Дютийё, Альбер Руссель, Франсис Пуленк, Дариус Мийо, Жак Ибер, Артур Онеггер, Сесиль Шаминад, Лили Буланже, Жорж Ю, Эжен Бозза, Жюль Муке, Джордже Энеску и другие. К наиболее популярным и часто исполняемым произведениям этого периода относятся:
- Франсис Пуленк. Соната для флейты и фортепиано
- Анри Дютийё. Сонатина для флейты и фортепиано
- Клод Дебюсси. Сиринкс для флейты соло
- Габриэль Форе. Фантазия для флейты и фортепиано
- Сесиль Шаминад. Концертино

Флейта занимает важное место в творчестве Андре Жоливе, который написал для этого инструмента множество произведений, прочно вошедших в основной репертуар флейтистов: Концерт для флейты с оркестром, Концертная сюита для флейты и ударных, «Песнь Линоса» для флейты и фортепиано, «5 причитаний» для флейты соло и другие. Интересны и многочисленные произведения для флейты Зигфрида Карг-Элерта. К середине XX века флейта окончательно завоёвывает сердца крупных композиторов разных стран и стилей, один за другим появляются шедевры флейтового репертуара: сонаты для флейты и фортепиано Сергея Прокофьева и Пауля Хиндемита, концерты для флейты с оркестром Карла Нильсена и Жака Ибера, а также другие произведения композиторов Богуслава Мартину, Франка Мартэна, Оливье Мессиана.  Несколько произведений для флейты написали отечественные композиторы Эдисон Денисов и Софья Губайдулина.
Во второй половине XX века многие композиторы пишут произведения для флейты соло без аккомпанемента, часто с применением современных техник игры на инструменте. Особенно часто исполняется Секвенция Лучано Берио, также популярны Этюды Исан Юна, «Голос» Тору Такэмицу, «Дебла» K.Халфтер, и другие произведения для флейты соло композиторов Хайнца Холлигера, Роберта Эйткена, Эллиота Картера, Жильбера Ами, Кадзуо Фукисима, Брайана Фернейхоу, Франко Донатони и других. Большое количество произведений для флейты соло с использованием расширенной трактовки инструмента написал Сальваторе Шаррино.

### Джаз и другие стили
По причине негромкого звука флейта далеко не сразу прижилась в джазовой музыке. Развитие сольной роли флейты в джазе связано с именами таких музыкантов как Херби Манн, Джереми Стиг, Хьюберт Лоуз. Одним из новаторов в джазовом флейтовом исполнительстве стал саксофонист и флейтист Роланд Кёрк, активно использующий приёмы передувания и игры с голосом. Также играли на флейте саксофонисты Эрик Долфи и Юзеф Латиф.
К числу точек соприкосновения джазовой и классической музыки относятся джазовые сюиты для флейты французского джазового пианиста Клода Боллинга, которые исполняются как академическими (Жан-Пьер Рампаль, Джеймс Голуэй), так и джазовыми музыкантами.

## Развитие флейтовой школы в России

### Ранний период
Первыми профессиональными флейтистами в России были в основном приглашенные музыканты иностранного происхождения, многие из которых оставались в России до конца жизни. Так при дворе Екатерины II с 1792 по 1798 год служил известный слепой флейтист и композитор Фридрих Дюлон. Впоследствии солистами Императорского театра в Санкт-Петербурге были знаменитые немецкие и итальянские флейтисты — Генрих Зусман (с 1822 по 1838 гг.), Эрнст Вильгельм Хайнемайер (с 1847 по 1859 гг.), Чезаре Чиарди (с 1855 г.). С 1831 года в Санкт-Петербурге обосновался профессор Парижской консерватории Жозеф Гийу. Есть и ранние упоминания о русских флейтистах — так с 1827 г. по 1850 г. солистом Большого театра в Москве был Дмитрий Папков — крепостной, получивший вольную.

### Вторая половина XIX века
Первым профессором Санкт-Петербургской консерватории (год основания — 1862) по классу флейты стал знаменитый итальянский флейтист и композитор Чезаре Чиарди, a Московской консерватории (год основания — 1866) — немецкий флейтист и композитор Фердинанд Бюхнер. Оба профессора преподавали на флейтах простых венских систем.
С 1877 года класс Чезаре Чиарди перенял немецкий флейтист и солист Императорских театров Карл Ватерстраат, ученики которого — первые известные русские профессиональные флейтисты Степанов, Фёдор Васильевич (флейтист)Федор Степанов и Александр Семёнов — играли на флейтах системы Бёма. С 1882 года класс Бюхнера в Московской консерватории перешёл к немецкому флейтисту, солисту Большого театра Вильгельму Кречману, который также ввел обучение на флейте системы Бёма. Кречман воспитал первую плеяду крупных российских флейтистов, таких как В. Леонов, В. Цыбин, Н. Бакалейников, Ф. Левин, А. Стучевский, В. И. Глинский-Сафронов, Г. Я. Мадатов и другие.
Особо нужно отметить солистов Императорских театров того времени — известного немецкого флейтиста Карла Венера (с 1867 по 1884 гг.) и известного итальянского флейтиста и композитора Эрнесто Келера (с 1871 по 1907 гг.). С 1878 по 1880 год в оркестре Санкт-Петербургской королевской капеллы работал один из самых известных флейтистов XIX века Карл Иоахим Андерсен.
С гастролями в Россию приезжали крупнейшие европейские флейтисты — в 1880-x годах объездил всю Россию с концертами чешский флейтист-виртуоз Адольф Тершак, в 1887 и 1889 гг. посетил Москву и Санкт-Петербург известнейший французский флейтист Поль Таффанель.

### XX век
Первым русским профессором Санкт-Петербургской консерватории стал в 1905 году солист Императорских театров Федор Степанов. В первой половине XX века солистами Императорских театров Санкт-Петербурга одновременно с отечественными исполнителями работали немцы Макс Берг и Карл Шваб, а также чех Юлиус Федерганс. После смерти Степанова в 1914 году его класс перешёл к флейтисту и композитору Владимиру Цыбину, внёсшему огромный вклад в развитие отечественного флейтового исполнительства в России. Владимира Цыбина по праву можно считать основателем русской флейтовой школы.
Педагогическое дело Цыбина продолжили его ученики, профессора Московской консерватории — Николай Платонов и Юлий Ягудин. В Санкт-Петербургской консерватории в начале XX века преподавал П. Я. Федотов и Роберт Ламберт, а позже ученики последнего — Борис Тризно и Иосиф Янус.
В 1950-х годах известные советские флейтисты Александр Корнеев, Валентин Зверев завоевали крупные международные премии.
В 1960-х годах значительный вклад в развитие отечественной школы игры на флейте внесли профессор Ленинградской консерватории, ученик Бориса Тризно, Глеб Никитин и профессор Московской консерватории, ученик Николая Платонова, Юрий Должиков.
Среди солистов крупных оркестров в Москве и Ленинграде в 1960—1970-x годах — Альберт Гофман, Александр Голышев, Альберт Рацбаум, Эдуард Щербачёв, Александра Вавилина и другие, а позже и более молодое поколение — Сергей Бубнов, Марина Ворожцова, Михаил Каширский и другие.
В настоящее время профессорами и доцентами Московской консерватории являются Александр Голышев, Олег Худяков, Ольга Ивушейкова, Леонид Лебедев, Элла Должикова; Санкт-Петербургской консерватории — Валентин Черенков, Александра Вавилина, Ольга Чернядьева. Более 50 российских молодых флейтистов, среди которых Денис Лупачёв, Николай Попов, Николай Мохов, Василий Большеротов, Ирина Алексеева, Алёна Ломова, Ян Старков, Денис Буряков, Александра Грот, Григорий Мордашов, Зоя Вязовская и другие, также получили или в данный момент продолжают образование за рубежом.